# 12973 Melanthios
A 12973 Melanthios (ideiglenes jelöléssel 1973 SY1) egy kisbolygó a Naprendszerben. Cornelis Johannes van Houten,  Ingrid van Houten-Groeneveld és Tom Gehrels fedezte fel 1973. szeptember 19-én.